# Nuria Martín Chivelet
Nuria Martín Chivelet (Madrid, 1966) es una investigadora y física española especialista en tecnología para la energía solar fotovoltaica integrada en la arquitectura. Es investigadora en el Centro de Investigaciones Energéticas, Medioambientales y Tecnológicas (CIEMAT).

## Trayectoria
Martín Chivelet estudió Ciencias Físicas y se licenció en 1989 por la Universidad Autónoma de Madrid. Continuó su formación e investigación en el campo de la energía fotovoltaica  y se doctoró por la Universidad Politécnica de Madrid en 1999 con la tesis Estudio de la influencia de la reflexión, el ángulo de incidencia y la distribución espectral de la radiación solar en los generadores fotovoltaicos.  Trabaja en el Centro de Investigaciones Energéticas, Medioambientales y Tecnológicas (CIEMAT) como investigadora titular de la Unidad de Energía Solar Fotovoltaica. Los ejes de investigación en los que trabaja Martín Chivelet son la caracterización de módulos fotovoltaicos y las tecnologías para integrar la energía solar fotovoltaica en edificios, conocida por las iniciales en inglés BIPV (Building Integrated Photovoltaics).
Es representante española en organismos e instituciones como la Agencia Internacional de la Energía en la que participa desde 2002 en varios grupos sobre integración fotovoltaica en entornos construidos. Es miembro de comités, nacionales e internacionales de normalización para la energía fotovoltaica, y es la coordinadora española del Comité Europeo de Normalización Electrotécnica. En 2016 participó como representante de la Unidad de Energía Solar Fotovoltaica del CIEMAT junto a la representante del Instituto de Energía Solar, Estefanía Caamaño y la directora técnica de la Unión Española Fotovoltaica (UNEF), Victoria Azancot, en el grupo de trabajo integración de la Energía Solar Fotovoltaica en la edificación para que España esté en sintonía con los avances internacionales en este campo.
En septiembre de 2020 Martín Chivelet participó y moderó la mesa Building Envelope: Design, Simulation and Performance en la conferencia europea de energía solar fotovoltaica (European PV Solar Energy Conference and Exhibition), que en esa 37ª edición se celebró online por la pandemia del COVID-19. En agosto de ese mismo año publicó los resultados de las investigaciones sobre los impactos de la suciedad y el polen en los paneles fotovoltaicos.
Ha participado en proyectos sobre energía solar fotovoltaica, nacionales e internacionales, en ocho de los cuales como investigadora principal. Ha publicado artículos científicos, libros, y comunicaciones en numerosos congresos internacionales y nacionales. Entre las publicaciones existentes en España sobre integración fotovoltaica en edificios destacan dos libros de Martín Chivelet: el de 2007, en colaboración con el arquitecto Ignacio Fernández Solla, La envolvente fotovoltaica en la arquitectura, criterios de diseño y aplicaciones, y el publicado en 2011, Integración de la energía fotovoltaica en los edificios.

## Publicaciones seleccionadas

###### Tesis
- 1999 Estudio de la influencia de la reflexión, el ángulo de incidencia y la distribución espectral de la radiación solar en los generadores fotovoltaicos[3]

###### Libros
- 2007 La envolvente fotovoltaica en la arquitectura. Criterios de diseño y aplicaciones. En colaboración con Ignacio Fernández Solla y otros. Editorial: Reverte, ISBN: 9788429192285[10][11]
- 2011 Integración de la energía fotovoltaica en los edificios. Editorial: Progensa, ISBN: 9788495693686[9]